# Laura Kreidberg

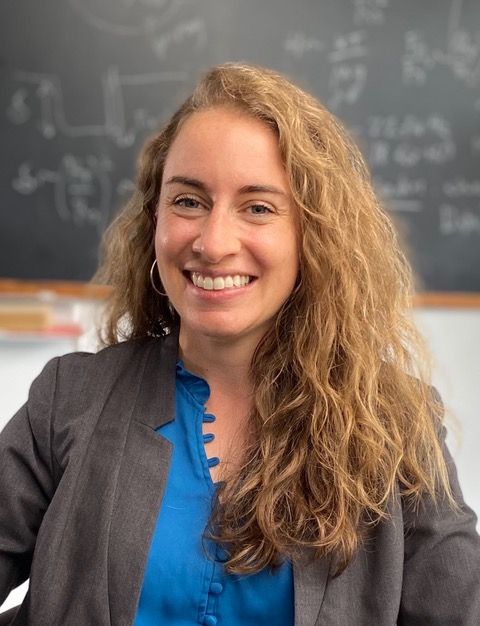
Laura Kreidberg (2022)

Laura Kreidberg ist eine US-amerikanische Astronomin, die vor allem Exoplaneten erforscht. Seit 2020 ist sie Direktorin am Max-Planck-Institut für Astronomie (MPIA) in Heidelberg, wo sie die Abteilung „Atmosphärenphysik der Exoplaneten“ (APEx) aufbaut. Seit Januar 2024 ist sie Geschäftsführende Direktorin des MPIA.

## Wissenschaftliche Arbeit
Kreidbergs Arbeitsgebiet ist die Physik der Atmosphären von Exoplaneten. Ein Schwerpunkt ist dabei die Beobachtung von heißen Jupitern und Gesteinsplaneten durch Transmissions- und Emissionsspektroskopie von Exoplaneten, die einen Transit ausführen. Sie ist PI von zwei bewilligten CYCLE 1 GO Beobachtungsprogrammen mit dem Weltraumteleskop James Webb.

## Ehrungen und Auszeichnungen
- Annie Jump Cannon Award, American Astronomical Society 2021[4]
- Paul Hertelendy Lecturer, Harvard-Smithsonian Center for Astrophysics 2018[5]
- International Astronomical Union Division F PhD Prize 2017[6]
- Peter B. Wagner Memorial Award for Women in Atmospheric Sciences 2015[7]
- George Beckwith Prize for excellence in astronomy, Yale Astronomy Department 2011[8]

## Biografie
Kreidberg studierte Physik und Astronomie an der Yale University, wo sie 2011 ihren Bachelor of Science-Abschluss erhielt. 2016 promovierte sie an der Universität von Chicago im Fach Astronomie und Astrophysik. Anschließend war sie ab 2016 ITC Fellow und Junior Fellow der Society of Fellows der Harvard University. Von 2019 bis 2020 war sie Clay Fellow am Harvard-Smithsonian Center for Astrophysics. Seit 2020 ist sie Direktorin am MPI für Astronomie.